# Граббе, Михаил Николаевич
Граф Михаи́л Никола́евич Гра́ббе (18 [30] июля 1868 — 23 июля 1942, Париж) — русский генерал-лейтенант, участник Первой мировой войны, последний наказной атаман Войска Донского, атаман Всевеликого Войска Донского за Рубежом (1934-1942).

## Биография

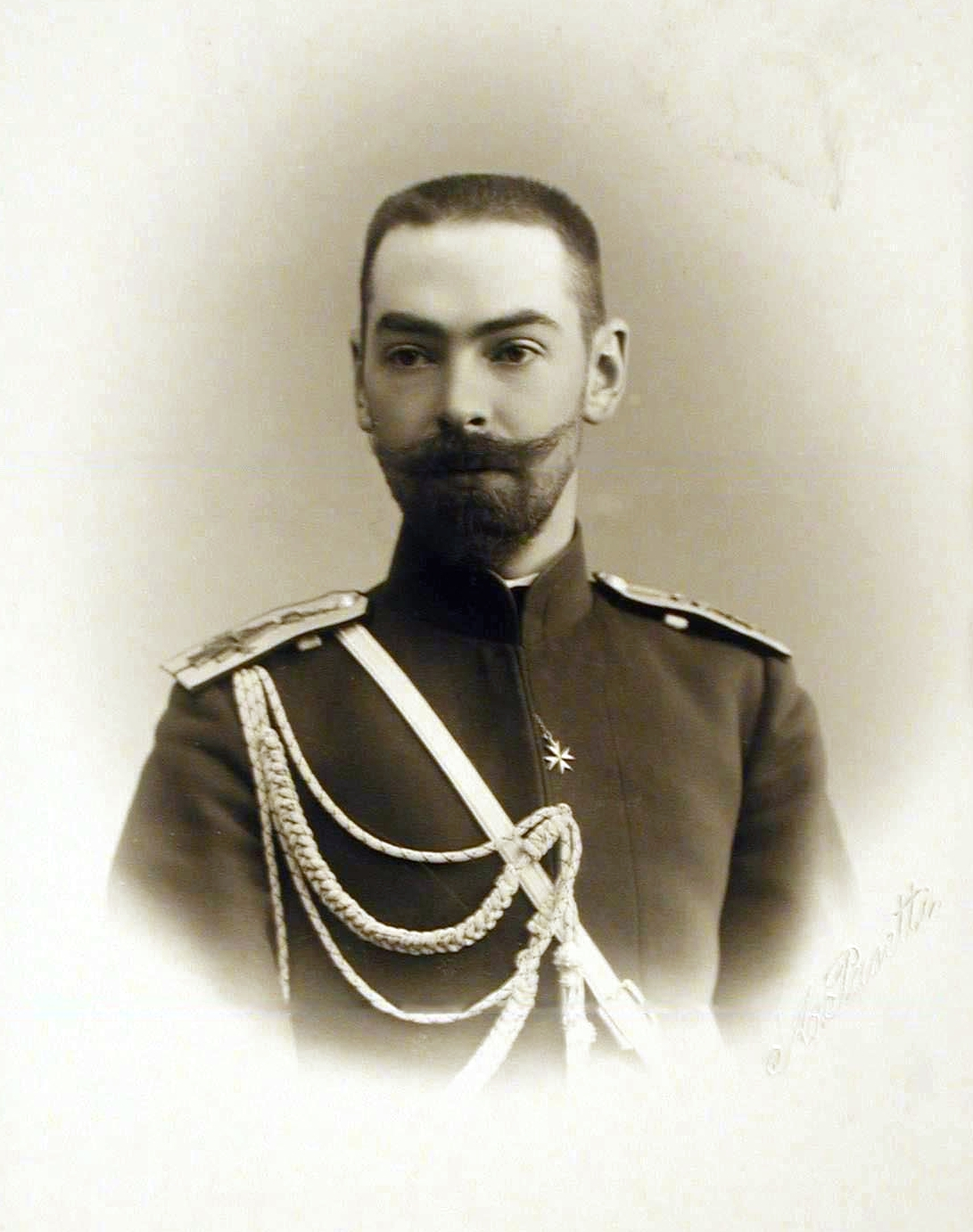
Михаил Николаевич Граббе

Православный. Из дворян войска Донского, казак станицы Пятиизбянной. Сын Н. П. Граббе, брат А. Н. Граббе и П. Н. Граббе.
Окончил Пажеский корпус (1890), выпущен корнетом, определён хорунжим в Казачий лейб-гвардии полк.
Чины: сотник (1894), подъесаул (1898), есаул (1902), полковник (за отличие, 1906), флигель-адъютант (1909), генерал-майор (за отличие, 1912) с зачислением в Свиту, генерал-лейтенант (1916).
Командовал сотней лейб-гвардии Казачьего полка, служил: адъютантом командира Гвардейского корпуса (1898—1899), ординарцем при начальнике штаба войск гвардии (1899—1902), адъютантом главнокомандующего войсками гвардии и Петербургского военного округа великого князя Владимира Александровича (1902—1905). В 1905—1909 служил личным адъютантом великого князя.
22 сентября 1911 назначен командиром лейб-гвардии Сводно-казачьего полка, с которым вступил в Первую мировую войну. Был награждён орденом Святого Георгия 4-й степени
За то, что с отличным мужеством руководил блестящими действиями полка в боях 16 авг. 1914 г. у Новорадомска, 25 авг. 1914 г. у Избице, 30 сент. 1914 г. у Бялуты, 10 окт. 1914 г. у Оржешка и Блони, 4 окт. 1914 г. при взятии Ловича и 2 ноября 1914 г. у Суходомбе и за бой 29 окт. у Избице, когда, командуя участком из двух рот пехоты и двух сотен своего полка и будучи сильно контужен, не сдал команды и в течение целого дня держался против бригады кавалерии и баталиона пехоты, не дав им прорвать наше расположение и тем дал возможность отряду генерал-лейтенанта Казнакова исполнить возложенную на него задачу.
Позднее командовал 3-й бригадой 1-й гвардейской кавалерийской дивизии (1915), 4-й Донской казачьей дивизией (1915—1917). В мае 1916 года был назначен наказным атаманом войска Донского.
После Февральской революции подвергнут аресту, в марте 1917 был зачислен в резерв чинов, в мае — уволен от службы по прошению с мундиром и пенсией. 
Следователь Н. А. Соколов в своём труде «Убийство царской семьи» писал: «Императрица в это время уже понимала, что не все, которых она считала преданными им, были им преданны. Им не оказался преданным начальник конвоя граф Граббе. Граббе убежал от них на Кавказ во время революции…»
После Октябрьской революции эмигрировал в Югославию, в 1925 переехал в Париж. Участвовал в Рейхенгалльском монархическом съезде и других монархических собраниях. Был одним из основателей (1932), членом приходского совета и старостой (1935) православного прихода храма Христа Спасителя в Аньер-сюр-Сен. Участвовал в основании Русской православной культурной ассоциации в Аньере (1932).
В 1934 году был избран председателем Союза кавалеров ордена Святого Георгия, в 1935, после смерти атамана А. П. Богаевского — атаманом Всевеликого Войска Донского за Рубежом. Состоял членом Союза ревнителей памяти императора Николая II (1936), Российского центрального объединения (1936), Российского имперского союза (1936), Совещания при Комитете взаимопомощи русских беженцев во Франции (апрель 1941). Был председателем Ниццкого монархического общества, почётным председателем Благотворительного объединения донских дам во Франции (1939). Активно участвовал в общественной жизни казачьих и кадетских организаций.
После нападения нацистской Германии на СССР способствовал созданию Русского корпуса, 28 июня издал следующий приказ:

28 июня 1941 г., г. Париж

Донцы! Неоднократно за последние годы в моих к вам обращениях предсказывал я великие потрясения, которые должны всколыхнуть мир; говорил неоднократно, что из потрясений этих засияет для нас заря освобождения, возвращения нашего в родные края.

22 сего июня Вождь Велико германского рейха Адольф Гитлер объявил войну Союзу Советских Социалистических Республик. От Ледовитого океана до Чёрного моря грозною стеною надвинулась и перешла красные границы мощная германская армия, поражая полки Коминтерна. Великая началась борьба.

, Донское казачество! Эта борьба — наша борьба.

Мы начали её в 1919 году, в тот момент, когда, пользуясь преходящими затруднениями Империи, интернациональная клика революционеров-марксистов своей лживой демократичностью обманула русский народ и захватила власть в Петербурге — не Донская ли Область первою отринула власть захватчиков? Не Донские ли казаки объявили власти этой войну не на живот, а на смерть, провозгласив для сего независимость Всевеликого Войска Донского?

И можем ли мы забыть ту дружескую помощь, которую оказала нам в борьбе, ведшейся нами рука об руку с не принявшими большевизм национальными русскими силами, находившаяся в то время на юге России Германская Армия?

В героических, неравных боях за родные очаги, за Тихий Дон, за Мать нашу Святую Русь мы не сложили оружия перед красными полчищами, не свернули старых своих знамён. Все казаки, принимавшие участие в борьбе, предпочли покинуть в 1920 г. Родину, уйти на чужбину, где ждало их неизвестное будущее, тяготы и тяжёлые испытания. Войско Донское не подчинилось захватчикам, оно сохранило свою независимость, казачью честь, своё право на родную землю. *

В условиях тягчайших, отстаивая право на жизнь, Донское казачество в эмиграции осталось верным казачьим традициям, Дону, исторической России. Самим существованием каждого казака на чужбине оно утверждало идейную борьбу против коммунизма и большевиков, ожидая той заветной минуты, когда дрогнут и покачнутся красные флаги над занятым врагами Кремлём.

Двадцать лет надо было ждать, двадцать долгих лет!

Сложили иные из нас свои кости вдали от дедовских могил;

но так же, как и прежде, грозит врагу Донское Войско. Есть ещё порох в пороховницах, не гнётся казачья пика!

И вот, наконец, пробил час, столь долгожданный. Поднято знамя вооружённой борьбы с коммунизмом, с большевиками, с советчиной. Поднял это знамя мощный народ, силе которого ныне удивляется мир.

Мы не имеем пока возможности стать на поле битвы рядом с теми, кто очищает нашу землю от скверны коминтерна; но все наши помыслы, все наши надежды летят к тем, кто помогает порабощённой нашей Родине освободиться от Красного ярма, обрести свои исторические пути.

От имени Всевеликого Войска Донского я, Донской Атаман, единственный носитель Донской власти, заявляю, что Войско Донское, коего я являюсь Главою, продолжает свой двадцатилетний поход, что оружие оно не сложило; мира с Советской властью не заключало; что оно продолжает считать себя с нею в состоянии войны; а цель этой войны — свержение Советской власти и возвращение в чести и достоинстве домой для возобновления и возрождения Родных Краёв при помощи дружественной нам Германии.

Бог браней да ниспошлёт победу знамёнам, ныне поднятым против богоборческой красной власти!

Атаманам всех Донских казачьих и Общеказачьих Станиц по всем странам в эмиграции приказываю произвести полный учёт всех казаков.

Всем казакам, в станицах и организациях казачьих не состоящим, приказываю в них записаться.

Связь со мною держать всемерно.

Донской Атаман, генерал-лейтенант Граф Граббе

Умер в 1942 году в Париже.

## Семья

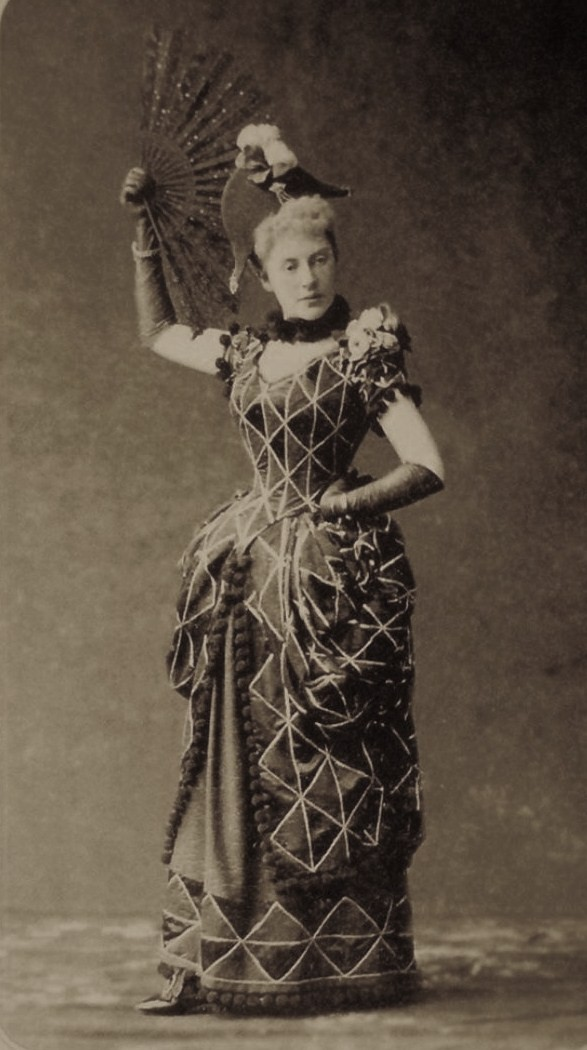
Софья Ивановна Граббе в костюме Коломбина

Жена (28.04.1891) — Софья Ивановна Всеволожская (1869—1952), фрейлина, дочь обер-гофмейстера  И. В. Всеволожского. С 1936 года состояла председательницей Донского дамского комитета, а с марта 1939 года - Благотворительного объединения донских дам во Франции. Похоронена в Париже. Их дети:
- Елизавета (1892—1962), фрейлина (01.01.1912), в первом браке (с 27 января 1912 года)[2] замужем за бароном Владимиром Анатольевичем Паленом, во втором - фон Мюффлинг.
- Александра (1893—1953), фрейлина (10.04.1916), замужем за А. А. Волжиным.
- Ирина (1894—1979)

Племянник, сын двоюродного брата П. М. Граббе — епископ Вашингтонский и Флоридский Григорий.

## Награды

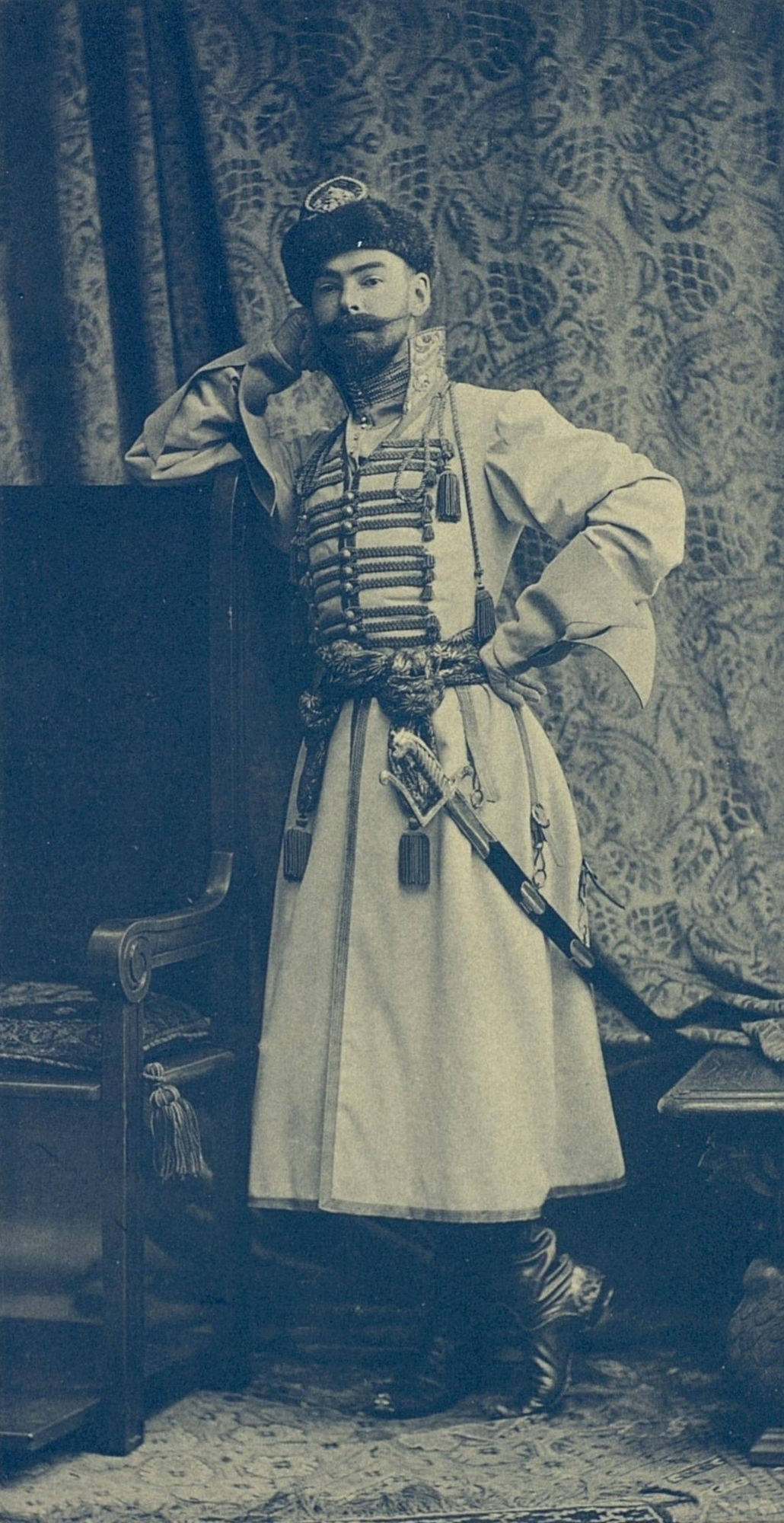
На костюмированном балу 1903 года.

- Орден Святого Станислава 3-й ст. (1897)
- Орден Святой Анны 3-й ст. (ВП 6.12.1901)
- Орден Святого Станислава 2-й ст. (ВП 10.04.1905)
- Орден Святого Владимира 4-й ст. (ВП 3.02.1906)
- Орден Святого Владимира 3-й ст. (1911)
- Орден Святого Станислава 1-й ст. (ВП 7.02.1914)
- Орден Святого Георгия 4-й ст. (ВП 30.01.1915)
- мечи к ордену Св. Владимира 3-й ст. (ВП 5.03.1915)
- Орден Святой Анны 1-й ст. с мечами (ВП 18.01.1916)
- Орден Святого Владимира 2-й ст. с мечами (ВП 29.09.1916)

Иностранные:
- ольденбургский династический орден Заслуг герцога Петра Фридриха Людвига большого командорского креста (1893);
- мекленбург-стрелицкий династический орден Вендской короны кавалерского креста (1896);
- румынский орден Звезды Румынии 3-й ст. (1899);
- испанский орден Карла III командорского креста 2-го кл. (1901);
- итальянский орден Короны, офицер (1903);
- мекленбург-шверинский орден Грифона 2-й ст. (1904);
- османский орден Меджидие 3-й ст. (1903);
- мекленбург-шверинский орден Грифона почётного креста (1907);
- румынский орден Звезды 2-й ст. (1908);
- брауншвейгский орден Генриха Льва командорского креста 1-го кл. (1910);
- ольденбургский династический орден Заслуг герцога Петра Фридриха Людвига офицерского креста;
- греческий орден Спасителя, командор;
- мекленбург-шверинский орден Грифона кавалерского креста;
- сиамский орден Короны 2-й степени (1912);
- саксонский орден Альбрехта, командор (1913);
- французский орден Почётного легиона, командор (1914).

## Память

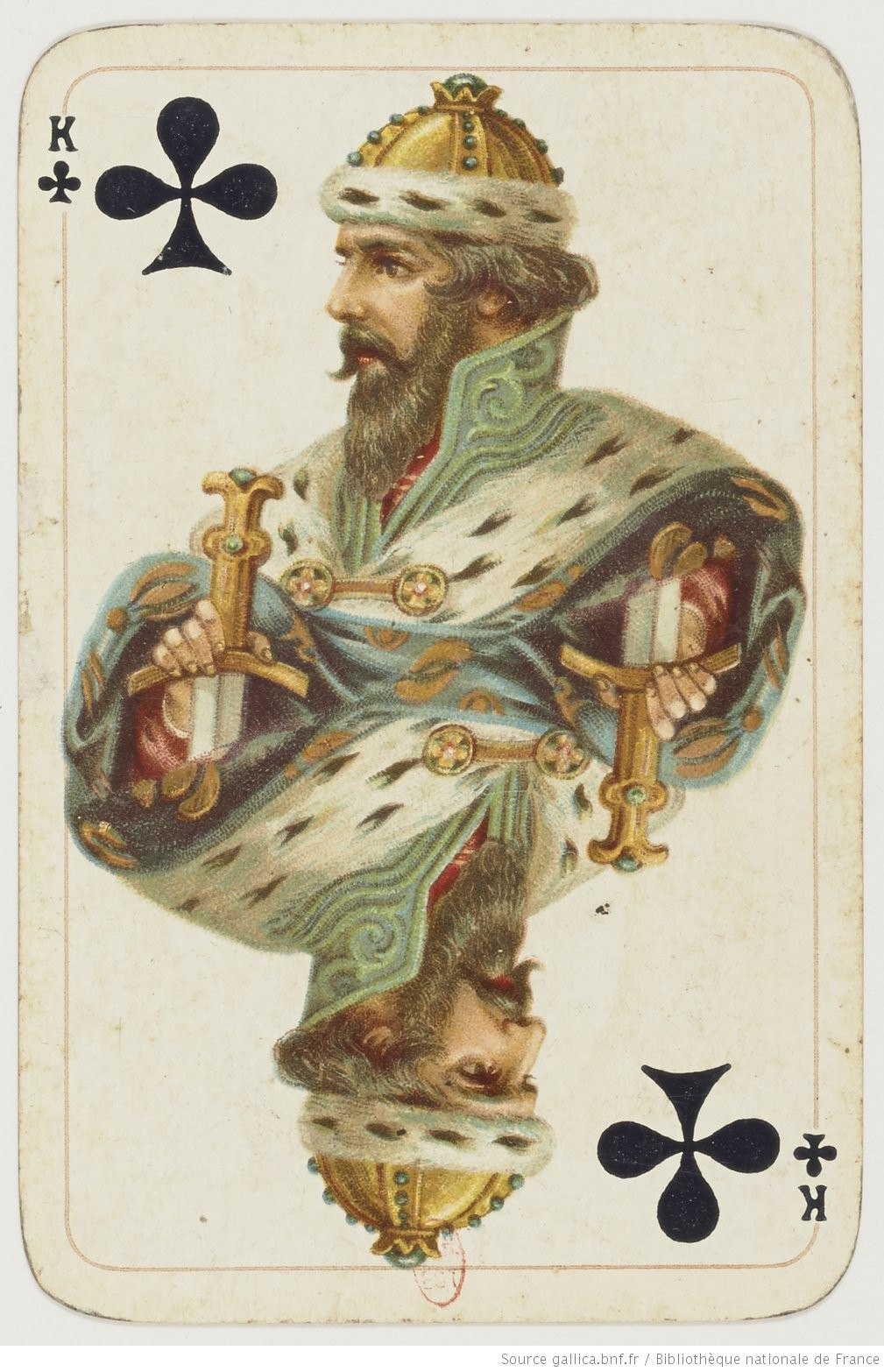
Король треф в колоде «Русский стиль»

- Образ графа Граббе на костюмированном балу 1903 года стал прототипом короля треф в колоде «Русский стиль».
- в 1916 году в Усть-Медведицком округе области войска Донского был основан посёлок «хутор Граббовский».